# Sterpenich
Sterpenich ist eine Ortschaft im Arrondissement Arlon der Provinz Luxemburg in der Wallonischen Region Belgiens an der Grenze zum Großherzogtum Luxemburg. Sterpenich liegt etwa 7 km südöstlich der Stadt Arlon, zu deren Ortsteil Autelbas, luxemburgisch Nidderälter oder Buergelter, wallonisch Åtébas, es verwaltungsmäßig gehört. 
Die Heilige Aldegundis ist die Patronin der im Jahr 1900 errichteten Kirche Église Sainte-Aldegonde des Ortes.

## Etymologie
Der Name des Ortes wird als die germanisierte Form des gallo-römischen Begriffes Sterpiniacum betrachtet, der auf den Namen eines Mannes unbekannter Herkunft namens Sterpin(i)us zurückgeht, und an den man die Endung -i-acum angehängt hat. Orte mit ähnlicher Namensbildung bzw. -herkunft finden sich in Nordfrankreich, darunter beispielsweise Étrépagny (Normandie), Éterpigny (Hauts-de-France), Étrepigney (Bourgogne-Franche-Comté).
Die Einwohner des Ortes bezeichnen sich als Sterpenichois.

## Verkehr
Sterpenich ist über die belgische Nationalstraße 4 und die belgischen Autobahn A4, die auf diesem Teilstück zur Europastraße 25 gehört, zu erreichen. An der A4 ist es die letzte Ausfahrt vor der Grenze. Sterpenich war Grenzbahnhof an der Kursbuchstrecke 162 der Bahn, die Brüssel mit der Stadt Luxemburg verbindet.

## Schloss
Ein Schloss derer von Sterpenich wird erstmals im 14. Jahrhundert in den Unterlagen von d'Autel erwähnt.
Das heutige Schloss wurde zwischen 1680 und 1690 für Jean-Adam Pellot auf den alten Fundamenten errichtet. J. B. Henron übernahm 1706 das Eigentum. Erweiterungen und Umbauten wurden nach Übernahme durch die Grafen von Berlaymont während des 19. Jahrhunderts durchgeführt. 
Die Anlage liegt außerhalb des Ortes und besteht aus mehreren, einen rechteckigen Hof umschließenden Gebäuden.  Sie wurde 1956 geschlossen und kann nicht besichtigt werden.
Der Premierminister Victor de Tornaco (1805–1875) des Großherzogtums Luxemburg wurde auf Schloss Sterpenich geboren.